# Сумін Володимир Олександрович
Володимир Олександрович Сумін (8 лютого 1937, Київ — 20 січня 1995, Турин) — український правознавець і громадський діяч, кандидат юридичних наук (з 1973 року), член-кореспондент Національної академії правових наук України (з 1993 року).

## Біографія
Народився 8 лютого 1937 року у Києві. В 1970 році закінчив юридичний факультет Київського університету. Працював викладачем юридичного факультету Київського університету, а потім — викладачем, завідувачем кафедри права Київського технологічного інституту харчової промисловості. Був одним із засновників, а в 1993—1995 роках головою Спілки юристів України, членом Української національної асамблеї підприємництва, громадсько-політичного об'єднання «Нова Україна», працював у Раді підприємців України і радником Прем'єр-міністра України. Обирався до керівних органів Світового конгресу українських юристів, а також Української правничої фундації.

Могила Володимира Суміна

Помер 20 січня 1995 року в Турині. Похований в Києві на Байковому кладовищі.

## Наукова діяльність
Досліджував проблеми теорії держави і права та державного управління. Основні праці:
- «Основи правознавства» (1983, у співавторстві);
- «Цивільне право України: Правові основи підприємництва» (1994, у співавторстві);
- «Приватизація майна в Україні» (1994, у співавторстві).